# Собор Девы Марии (Констанц)
Констанцский кафедральный собор (нем. Konstanzer Münster, Münster Unserer Lieben Frau) — бывшая епископская церковь в городе Констанц на Боденском озере. Церковь имеет статус малой базилики и посвящена Деве Марии и патронам ныне не существующего епископства Констанц святому Пелагию и Конраду Констанцскому.

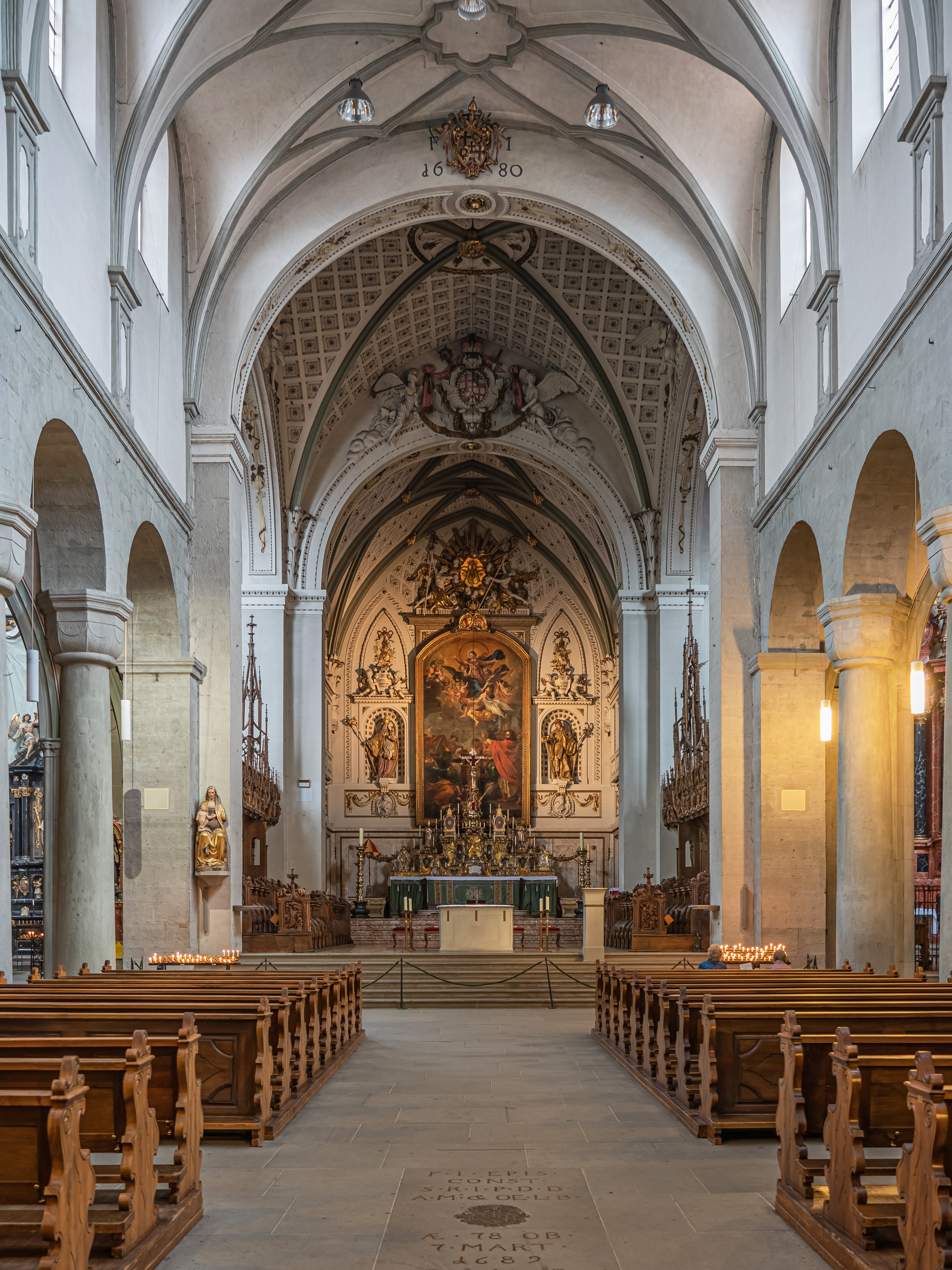
Интерьер

Церковное сооружение на этом месте восходит ко времени основания Констанцского епископства, то есть примерно к 600 году, и впервые письменно упомянуто в 780 году. В течение более чем 1200 лет церковь был кафедральным собором епископов Констанца. В XV в. в его стенах проходили заседания Констанцского собора. С 1821 года, после расформирования епископства, собор используется как католическая приходская церковь.
С архитектурной точки зрения Констанцский кафедральный собор представляет собой одну из самых больших романских церквей в юго-западной Германии. Основной объём здания составляет трёхнефная базилика, освящённая в 1089 году, окружённая многочисленными готическими и неоготическими пристройками XII—XV и XIX вв. Внутреннее средневековое убранство сохранилось однако лишь фрагментарно, и несёт сильный отпечаток позднейших перестроек в стиле барокко, классицизма и неоготики.
Констанцский кафедральный собор со своей раннеготической ротондой святого Маврикия — важный пункт на паломническом пути святого Иакова, причём в Констанце заканчиваются Via Beuronensis (Бойронский путь; от названия аббатства Бойрон) и верхнешвабская часть пути святого Иакова (нем. Oberschwäbische Jakobsweg), и начинается Швабская дорога (нем. Schwabenweg) через Швейцарию, соединяющая немецкую часть пути с его французской основной частью.